# Pradosia lactescens
Pradosia lactescens – gatunek rośliny należący do rodziny sączyńcowatych. Jest gatunkiem występującym na terenie Brazylii.

## Synonimy
- Chrysophyllum lactescens (Toledo) Stellfeld
- Chrysophyllum bumelioides Mart.
- Chrysophyllum buranhem Riedel
- Chrysophyllum glycyphloeum Casar.
- Chrysophyllum lactescens (Vell.) Hoehne
- Lucuma glycyphloea (Casar.) Mart. & Eichler ex Miq.
- Neopometia lactescens (Vell.) Aubrév.
- Pometia lactescens Vell.
- Pouteria lactescens (Vell.) Radlk.
- Pradosia glycyphloea (Casar.) Liais
- Pradosia lutescens Radlk.[3]